# 惠山泥人
惠山泥人是江苏省无锡市的一项民间艺术，至今已有四百餘年的歷史，与天津泥人张、大吴泥塑齐名为中国三大泥塑，2006年被列为国家级非物质文化遗产。

## 简介
惠山泥人有确切文字记载的历史始于明代，明季文人王思任在《游慧锡两山记》中有“买泥人、买小刀戟以贻儿辈”的记载，张岱所著的《陶庵梦忆》卷七愚公谷篇中也曾记述：“無錫去縣北五里為銘山。進橋，店在左岸，店精雅，賣泉酒、水罈、花釭、宜興罐、風爐、盆盎、泥人等貨。”在旧时，无锡惠山畔汇集了众多祠堂（即今日之国家文保单位惠山古祠堂群），看守祠堂的祠丁为补贴家用，便取惠山泥制作旧时称为耍货的泥人贩卖给过往之人，此即惠山泥人之最初由来。
清代，惠山泥人已聲名籍甚，乾隆帝下江南、入住惠山寄畅园时，曾见泥塑艺人王春林制作的惠山泥人，赞赏不已，特地定做了数盘泥孩儿带回北京，放置在颐和园佛香阁，惟庚子之乱时，遭西人携去。据传光绪年间，慈禧太后作寿，无锡官府还曾订制过手捏戏文《八仙》（一说《蟠桃大会》）一堂，用作寿礼，至宣统2年（1910年），更曾获得南洋劝业会银奖。
晚清以降，惠山泥人得到充分發展，據工艺美术理论家张道一先生考證，从乾隆末年到道光年间，惠山街上尚只有胡万成作坊、凤阿自耍货店和周坤发耍货店幾家专门生产经营泥人的店鋪，到“咸丰年间就有蒋万盛、钱万丰、周坤记、胡万成、章乃丰等多家规模较大的专业作坊”，泥人名家數十位。随着竞争的激烈、作品的豐富，作坊之间的纷争偶有发生，为了維護行业秩序，光绪16年（1890年）“耍货公所”成立，規範了本业祖师祭祀仪式、新店入行条件、收徒拜师规矩、作品剽竊問題等。
民国10年（1921年），在上海普益平民习艺所学习过天津泥人和西洋雕塑技法的高标（1902-1983）把天津泥人张的捏塑手法、西洋石膏翻模技术和惠山泥人技艺结合，提高了惠山泥人的生产效率且更为创新，此时，西风渐兴，进口现代玩具日益受到追捧，然而在振兴国货的号召下，惠山泥人这种传统玩具得到主流舆论的支持，如《上海影坛》刊登的《周曼华喜欢大阿福》就是利用明星周曼华的花边新闻来影响大众消费；《申报·国货周刊》刊登的《大阿福和洋囝囝》从儿童的视角出发，讲述了一个孩子选择中西两种玩具的过程，最后大阿福以材质的安全性获胜的故事；甚至还有有识之士张孟昭在《申报》刊登针对惠山泥人的营销分析《从进口玩具想到惠山泥人》，前瞻性地对惠山泥人在玩具市场中的竞争力提出建议。惠山泥人业也因此繁荣一时，据1935年出版的《无锡概览》记载，当年惠山脚下的泥人店铺作坊共46家，每家雇工3、5人不等，从业人员共200有余，资本13000余元，年产值10万元以上，产品还远销东北、西南各省，且有洋人采购出口，直至抗战爆发、社会动荡，不可避免地使惠山泥人业遭到重创。
1949年以后，据《无锡市泥人石膏品业工商登记调研资料》的统计显示，在1950年至1951年间，惠山泥人业办理工商登记的单位有269户，其中店铺市区15户、惠山46户、作场208户。在此基础上，无锡市于1954 年成立了“无锡市泥人石膏工艺供销合作社”，统一管理泥塑艺人，同时在中共华东局文化部负责人的夏衍的亲自批示下，江苏省亦成立江苏省惠山泥塑创作研究所，由美术教育家王木东担任首任所长。1958年合作社改制升级为惠山泥人厂。但是在“文化大革命”初期，惠山泥人业遭到严重破坏，众多历史作品、模具被砸毁，直至1978年5月复又设立了无锡市泥人研究所。
2011年9月，无锡市在原惠山泥人厂的厂址上，建立起了中国泥人博物馆，该馆为日本建筑师隈研吾设计，收藏有北京、天津、河北、山西、广东以及无锡等中国多个流派的泥塑作品。这也是中国目前规格最高、展品最多的泥塑主题博物馆。

### 知名艺人
惠山泥人问世以后，有据可考的第一位著名艺人即王春林，此后有胡万盛、冯阿自、周坤发、周阿生、丁阿金等，民国时期惠山泥人著名艺人有冯福金、蒋金奎、胡大房、龚源茂、朱阿顺、陈东泉、胡荣标、陈毓秀、王锡康、蒋子贤、高标、傅顺（润）泉、秦仁金、陈阿荣、鲍富贵等40余人，1988-1996年，无锡惠山泥人行业柳家奎、王木东、喻湘涟、柳成荫、王南仙5位艺人先后被授予“中国工艺美术大师”称号；2007年6月，喻湘涟、王南仙获首批“国家级非物质文化遗产代表性传承人”命名。然而，由于从艺学成期长，加之天然惠山泥的日益枯竭，惠山泥人与其他中国非物质遗产一样，正面临传承难题。

## 风格特征
惠山泥人使用惠山地区一米以下的黑泥为材料，此土泥质细腻柔，可塑性极佳，对此苏轼曾有“惠泉山下土如濡”之赋诗。正是这种特有的惠山泥使惠山泥人尽显灵秀、细致之风格。而按制作艺术形式，又可以将惠山泥人分为两类，即粗货和细货。粗货又可称为耍货，“粗货”大凡都用模具印制，而“细货”由艺人直接捏制而成。粗货造型与彩绘风格粗犷、简练，而细货比较写实、细腻、惟妙惟肖。
粗货起初多为贩售乡人、儿童取乐之用，故在传统的粗货作品中，选用的题材大体为民间习俗、神话传说、吉祥喜庆、福禄寿佛等，如“大阿福”、“蚕猫”、“春牛”等惠山泥人代表作均属粗货类；细货则源自昆曲，以表现戏曲中人物形象为主题，乃称“手捏戏文”，做工颇为精巧，属观赏品，过去多为大户人家逢红白喜事或年节盛典时购置。
惠山泥人的制作，则需“一印、二捏、三格、四镶、五扳”五道工序，其中以捏最为关键，要使用“揉、搓、捏、包、推、拍、敲、镶、贴、扳、捻、捋、装、格、剪、戳、滚、拉”等手法。而泥胚成型后，彩绘更显重要，强调“三分坯七分彩”。

## 逸事
- 无锡惠山泥人的著名形象“大阿福”，本源自地方传说，即谓远古时，无锡惠山周围一带有怪兽名“青饕”者，经常出没山林，伤害周遭百姓，尤爱吞食小孩，乡人便祷告上天，天庭乃派一对金童玉女，下凡除害，不久便告成功，将青饕降服且驯为神兽抱入怀中。为表纪念，惠山百姓乃塑金童玉女之形象，唤其“阿福”，以讨吉利。[22]

- 惠山泥人业奉战国孙膑为祖师爷，乃传说孙膑奔吴国后，曾在无锡惠山制以泥人、泥马作为推盘，以研究破庞涓五雷阵阵法。后孙膑打败庞涓，泥人制法也因此流传。[23]

- 无锡籍作家钱锺书在其著的《围城》中，曾描述主人公的家乡“他们那县里……土产中艺术品以泥娃娃为最出名。”多年后，钱又在《管锥编》中提到：“近世吾乡惠山泥人有盛名，吾乡语称土偶为‘磨磨头’，而自道曰‘倷伲’。”此“倷伲磨磨”即无锡方言中对惠山泥人的所称。[24]

- 1959年5月30日，郭沫若到访惠山泥人厂，即兴挥笔题诗：“人物无今古，须臾出手中，衣冠千代异、肝胆一般同，造化眼前妙，流传域外雄，集中人八百，童臾献神功”。[25]

- 1950年代时，有一位善做泥人的吴老太，平日善捏猫，上色随意，一日被一群美术家偶遇，见之大赞，遂订做数份。吴老太为此连夜赶制了成批的泥猫，然而第二天美术家再见，叹气此为死猫。1949年后，当轴将原先分散的手工艺人统一管理，泥塑亦需按要求批量制作生产，故惠山泥人之风格多失淳朴。[26]

- 惠山泥人与无锡酱排骨、清水面筋同为无锡传统三大特产，外人初见者，以为此三物非中空即少肉，故唤锡人“刁无锡”。[27]